# Салонъярви
Са́лонъя́рви (Салон-ярви) (фин. Salonjärvi) — озеро в Суоярвском районе Республики Карелия, Россия.

## Общие сведения
Котловина озера ледниково-тектонического происхождения, вытянута с северо-запада на юго-восток, форма лопастная.
Берега низкие, в южной части возвышенные, покрыты лесом. На озере 85 островов общей площадью 10,0 км².
В озеро впадают реки — Айттойоки, Лапинйоки, Сариярвянйоки, Хейняйоки. Вытекающая из озера река Каратйоки впадает в озеро Суоярви.
Дно покрыто илом, песком и камнями.
Заросли водной растительности представлены осокой, хвощом, тростником, кувшинкой, кубышкой и рдестом.
В озере обитают лещ, плотва, ёрш, щука, окунь, ряпушка, налим.

## Бассейн
Озеро Салонъярви входит в проточную систему озёр:
- Салонъярви (69)
  - ручей Найсиноя
    - озеро Калалампи
    - озеро Исо-Кайстенъярви
      - Пиени-Кайстенъярви

  - река Сариярвянйоки

  - река Ханхийоки
    - река…

  - река Айттойоки
    - река…

  - река Лапинйоки
    - река…

## Панорама

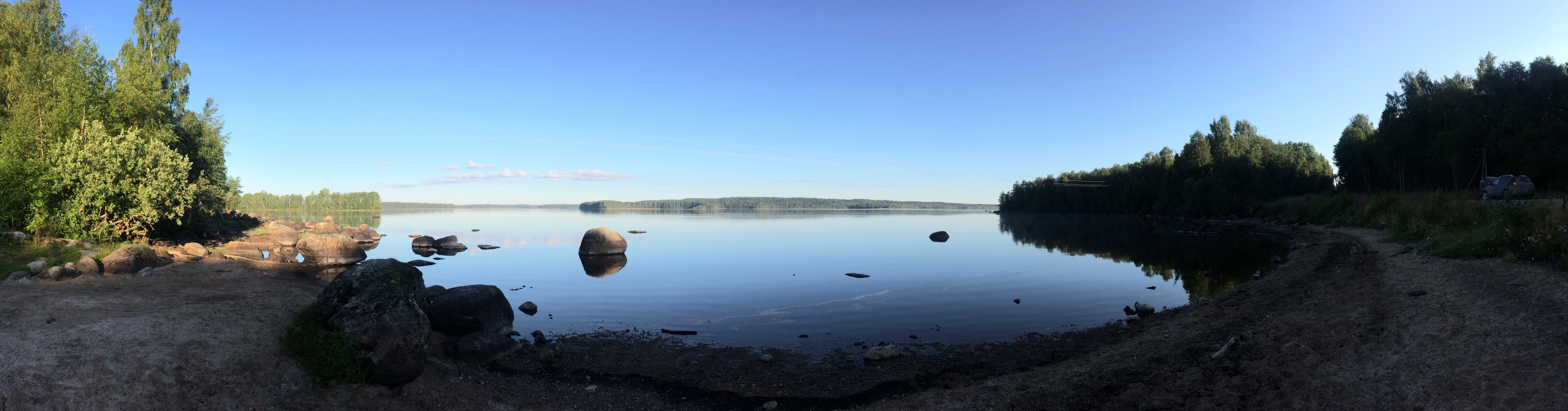
Панорама